# 1172 هـ
1172 هـ هي سنة في التقويم الهجري امتدت مقابلةً في التقويم الميلادي بين سنتي 1758 و1759.

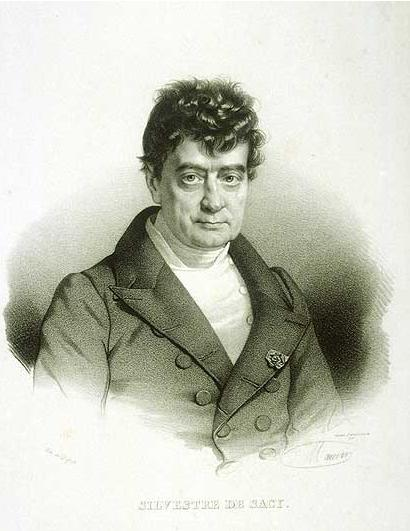
دي ساسي

## أحداث
- ضم الإمام محمد بن سعود الوشم والخرج تحت حكمه.

## مواليد
- دي ساسي
- ديواني سنكوه
- عبد اللطيف التستري
- نوح وبستر

## وفيات
- الباندرموي
- الطبيب الاصفهاني